# Carolyn Bertozzi
Carolyn Ruth Bertozzi, född 10 oktober 1966 i Boston i Massachusetts, är en amerikansk kemist verksam vid Stanford University.
Bertozzis forskning har bland annat kretsat kring kemiska reaktioner i levande celler och organismer. Hon tilldelades Nobelpriset i kemi 2022, tillsammans med Morten Meldal och Karl Barry Sharpless, för utvecklingen av klickkemi och bioortogonal kemi.

## Biografi
Bertozzi är dotter till en professor i fysik på Massachusetts Institute of Technology och växte upp i en akademisk miljö i Lexington. Hon studerade biologi och kemi vid Harvard University och doktorerade i kemi vid University of California i Berkeley år 1993 med avhandlingen Synthesis and biological activity of carbon-linked glycosides.
Efter en period som postdoktor blev hon docent, och senare professor vid samma universitet. År 2000 utnämndes hon till professor i molekylär- och cellfarmakologi vid universitetets campus i San Francisco och två år senare till professor i kemi och molekylär- och cellbiologi vid universitetets campus i Berkeley.
Bertozzi utnämndes till professor i kemi vid Stanford University år 2015.
Bertozzi kom ut som lesbisk i slutet av 1980-talet. Hon har i flera intervjuer talat om utmaningarna hon mötte som ung homosexuell forskare.

## Utmärkelser
- MacArthur Fellows Program,  juli 1999
- Presidential Early Career Award for Scientists and Engineers,  2000[13]
- ACS-priset i kemi,  2001
- Agnes Fay Morgan Research Award,  2004[14]
- Ernst Schering-priset,  2007[15]
- Willard Gibbs-priset,  2008[16]
- William H. Nichols Medal Award,  2009[17]
- Lemelson–MIT-priset,  2010
- Heinrich Wieland-priset,  2012
- Ernest Orlando Lawrence-priset,  2014[18]
- Clarivate Citation Laureates,  2015[19]
- NAS Award in Chemical Sciences,  2016[20]
- National Inventors Hall of Fame,  2017[21]
- Arthur C. Cope Award,  2017
- Utländsk ledamot av Royal Society,  2018[22]
- John J. Carty-priset för framsteg inom vetenskapen,  2020
- F. A. Cotton Medal,  2020[23]
- Bijvoetmedaljen,  2022[24]
- Dickson-priset i medicin,  2022[25]
- Welch's kemipris,  2022[26]
- Glenn T. Seaborg Medal,  2022[27]
- Wolfpriset i kemi,  2022[28]
- Nobelpriset i kemi,  2022[29]
- Fellow of the American Academy of Arts and Sciences
- Camille Dreyfus Teacher-Scholar Awards

[Redigera Wikidata]